# Naan
Le naan (orthographié aussi nân) est une feuille de pain, faite de farine de blé et cuite sur la paroi brûlante d'un four. C'est un pain de consommation courante dans plusieurs régions d'Asie centrale et d'Asie du Sud : Afghanistan, Iran, Pakistan, Ouzbékistan, Birmanie, Inde, Chine (principalement dans la région autonome du Xinjiang, par les Kazakhs, les Ouïghours et les Tadjiks). On le trouve également dans les boulangeries des pays de l'ex-URSS, y compris en Russie.

## Variantes

### Iran
Les pains nâns (نان) couramment consommés en Iran sont :
- le nân-e lavâsh (نان لواش), très fine galette de quelques millimètres d'épaisseur ;
- le nân-e tâftun (نان تافتون), galette légèrement plus épaisse (5 mm environ) qui accompagne la plupart des ragoûts iraniens ;
- le nân-e barbari (نان بربری), galette épaisse (1 cm environ).

Le lavâsh est fait de farine et d'eau, sans levure. Pour la cuisson, il est plaqué sur la paroi intérieure d'un four creux (nân bastan), en le passant par une ouverture en partie supérieure. Le barbari, beaucoup plus épais, puisqu'il fait de 1 à 2 cm suivant les régions, est composé à partir de farine de froment, de levure, d'un peu de yaourt et d'huile, de sel, parsemé de graines de sésame ou de cumin noir.
| Boulangerie de barbari à Téhéran.     | Nâns cuit dans un tandoor. |
| Une boulangerie de barbari à Téhéran. | Nâns cuit dans un tandoor. |

### Afghanistan

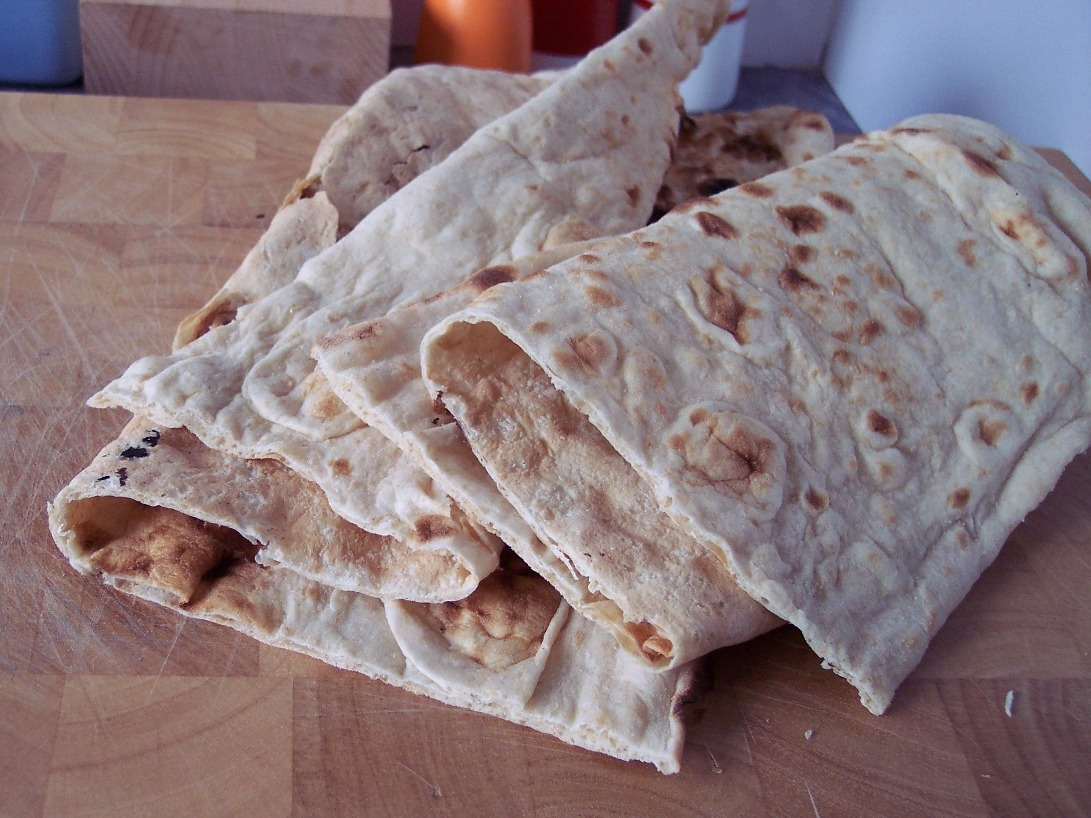
Nâns fait maison dans les régions tribales.

À la campagne, le nân pak est l'affaire exclusive des femmes. Dans chaque famille, tôt le matin, les femmes préparent le pain dès la prière du matin. En ville, le pain se fabrique dans des boulangeries artisanales ou industrielles.
Dans le nord du pays, la pâte de farine et d'eau est laissée à lever puis pétrie sur une fine peau de chèvre ronde. Les galettes sont cuites sur les parois brûlantes du four tandoor. Ce four ressemble à une grosse jarre avec une large ouverture supérieure, pour introduire les galettes.
Dans les régions de culture pachtoune, on trouve :
- le nân-é qasa, à Mazâr-e Charîf, une galette allongée et fine, avec des rayures tracées avec les doigts ;
- le nân-é pandja est plus épais, à dessins et peut se conserver un jour ;
- le nâ-é gerda est épais et rond, avec des dessins circulaires.

### Pakistan et Inde
Le nân est un héritage et une spécialité des musulmans. En Inde, lors de la période moghole, du XVIe siècle au XVIIIe siècle, les princes firent venir des artisans perses, ottomans et mughals, qui importèrent les techniques de panification de leur pays. Ils contribuèrent au développement de la consommation du pain dans cette région. La désintégration de l'Empire moghol à la fin du XVIIIe siècle conduisit un grand nombre d'aristocrates à se replier de Delhi à la cour d'Avadh (à Lucknow).
Le nân diffère du chapati indien par sa forme et son mode de cuisson. Le chapati est généralement rond et est cuit sur une plaque en fonte appelée tawa, tandis que le nân cuit théoriquement dans un four en terre cuite, appelé tandoor.
Le nân a été diffusé dans le monde dans sa variante essentiellement pendjabi.

### Chine

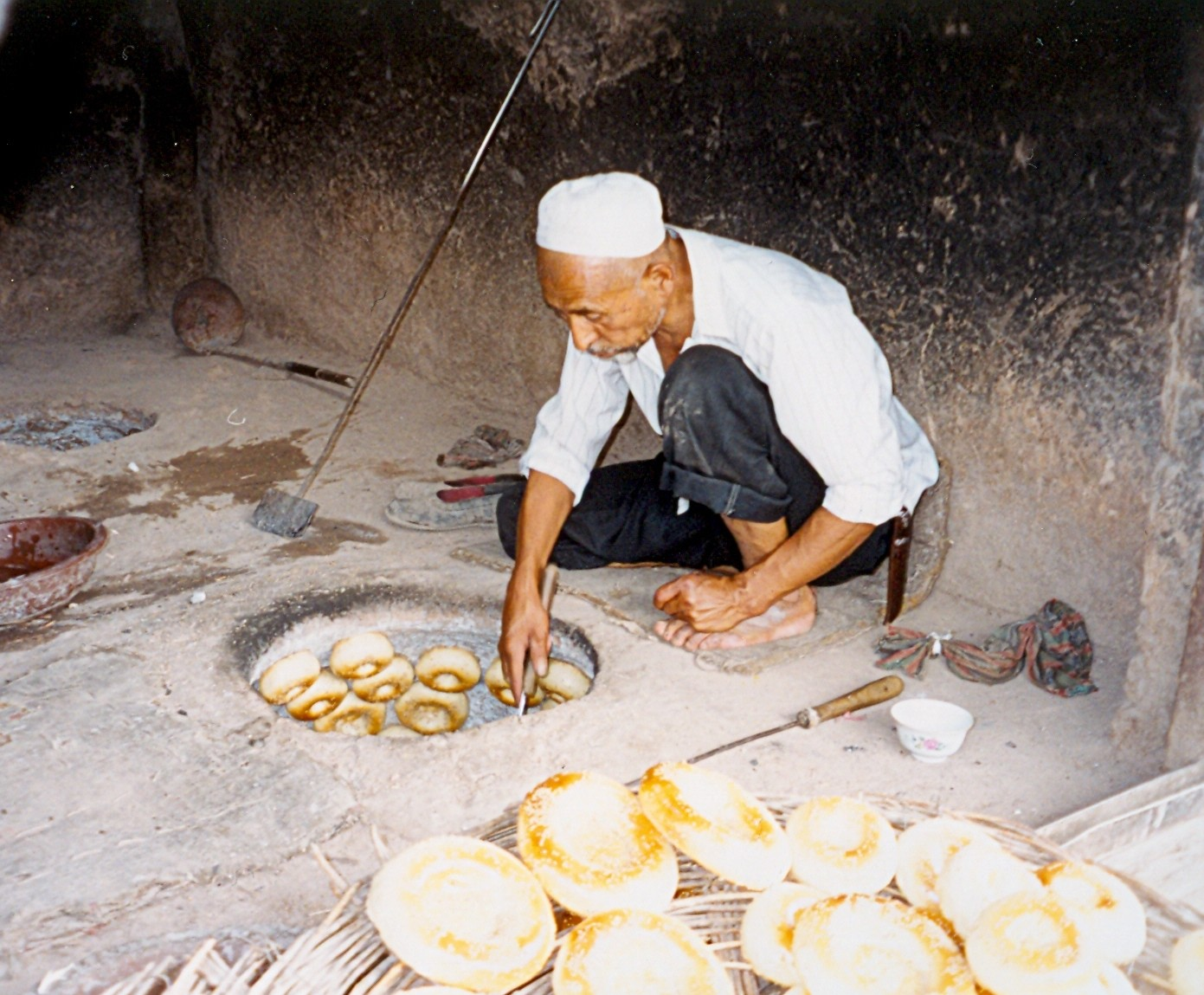
Production de petits nâns épais Kachgar.

En Chine, il est appelé 馕, náng (emprunt au persan nân, نان), dans les langues turques et persanes, parlées dans les régions occidentales du pays. Il est principalement produit par les différentes minorités du Xinjiang. On peut en trouver dans différentes grandes villes de l'ensemble de la Chine, produits et vendus dans des boutiques ou sur des chariots ambulants.
Il en existe différentes sortes. Ils sont généralement parfumés au cumin, et peuvent contenir piment, viande ou différents autres ingrédients.

### Arménie
En Arménie, le pain traditionnel, appelé lavash, est une mince feuille de pain circulaire, cuite sur la paroi d'un four. Dans plusieurs régions d'Arménie subsiste la tradition de cuire des lavache pour trois à quatre mois. La pâte se fait en rajoutant à la farine, l'eau et le sel, un peu de l'ancienne pâte conservée. On la laisse lever pendant 30 à 60 min.

### Turquie
En Turquie, le lavash est une longue et fine feuille de pain, à pâte levée, cuite sur les parois chaudes du four tandoor. Ce type de pain s'est répandu dans tout l'Empire ottoman, et on le retrouve actuellement dans ce pays sous différents noms et différentes adaptations locales.

### France
En France, la version classique du naan a été revisitée avec du fromage pour faire apparaître, dans les années 1970 les Cheese-Naan par une famille indienne originaire de Bombay.